# 404
 For alternative betydninger, se 404 (flertydig). (Se også artikler, som begynder med 404)
| 404                |
| ------------------ |
| Dødsfald - Fødsler |
|                    |

| Gregoriansk kalender | 404 CDIV                |
| Ab urbe condita      | 1157                    |
| Armensk kalender     | I/T                     |
| Kinesiske kalender   | 3100 – 3101 癸卯 – 甲辰 |
| Etiopisk kalender    | 396 – 397               |
| Jødisk kalender      | 4164 – 4165             |
| Hindukalendere       |                         |
| - Vikram Samvat      | 459 – 460               |
| - Shaka Samvat       | 326 – 327               |
| - Kali Yuga          | 3505 – 3506             |
| Iransk kalender      | 218 BP – 217 BP         |
| Islamisk kalender    | 225 BH – 224 BH         |

## Begivenheder
- Årets romerske consuler er kejser Honorius (vest) og den tidligere bypræfekt i Konstantinopel, Aristaenetus (øst).
- 1. januar: De sidste gladiatorkampe afholdes i Rom til ære for kejser Honorius consulat. Efter optøjer forbyder han yderligere kampe. De billige gladiatorkampe, 'mand imod dyr' – dvs. tyrefægtning – forsætter dog i Spanien og Portugal til i dag.
- 26. juni: Johannes Chrysostomos afsættes igen som patriark i Konstantinopel. Han forvises til Pithyos (Pitsounda) ved Sortehavskysten, hvor han holdes indespærret til sin død.

## Dødsfald
- 6. oktober: Kejserinde Eudoxia dør i barselsseng i Konstantinopel.